# Rajd Madery 2009
Rezultaty Rajdu Madery (50. Rali Vinho da Madeira 2009), eliminacji Intercontinental Rally Challenge w 2009 roku, który odbył się w dniach 30 lipca–1 sierpnia. Była to siódma runda IRC w tamtym roku oraz trzecia asfaltowa, a także szósta w mistrzostwach Europy i piąta w mistrzostwach Portugalii. Bazą rajdu było miasto Funchal. Zwycięzcami rajdu została włoska załoga Giandomenico Basso i Mitia Dottia jadąca Fiatem Abarth Grande Punto S2000. Wyprzedzili oni Portugalczyków Bruno Magalhãesa i Carlosa Magalhãesa w Peugeocie 207 S2000 oraz Alexandre Camacho i Pedro Calado w Peugeocie 207 S2000.
Rajdu nie ukończyło 33 kierowców. Odpadli z niego między innymi: Włoch Luca Rossetti (Fiat Abarth Grande Punto S2000, wypadek na 16. oesie), Francuz Julien Maurin (Škoda Fabia S2000, na 13. oesie), Portugalczycy Vítor Sá (Peugeot 206 S1600, na 2. oesie), Fernando Peres (Mitsubishi Lancer Evo IX, wypadek na 12. oesie), Bernardo Sousa (Fiat Abarth Grande Punto S2000, na 6. oesie) i Ricardo Moura (Mitsubishi Lancer Evo IX, na 4. oesie).

## Klasyfikacja ostateczna
| Miejsce                                  | Zawodnik                 | Pilot                    | Samochód                       | Czas                     | Strata                   | Punkty                   |
| IRC (punktowane pozycje)                 | IRC (punktowane pozycje) | IRC (punktowane pozycje) | IRC (punktowane pozycje)       | IRC (punktowane pozycje) | IRC (punktowane pozycje) | IRC (punktowane pozycje) |
| ---------------------------------------- | ------------------------ | ------------------------ | ------------------------------ | ------------------------ | ------------------------ | ------------------------ |
| 1.                                       | Giandomenico Basso       | Mitia Dottia             | Fiat Abarth Grande Punto S2000 | 3:09:55.4                |                          | 10                       |
| 2.                                       | Bruno Magalhães          | Carlos Magalhães         | Peugeot 207 S2000              | 3:09:58.9                | +3.5                     | 8                        |
| 3.                                       | Alexandre Camacho        | Pedro Calado             | Peugeot 207 S2000              | 3:10:37.1                | +41.7                    | 6                        |
| 4.                                       | Nicolas Vouilloz         | Nicolas Klinger          | Peugeot 207 S2000              | 3:10:44.8                | +49.4                    | 5                        |
| 5.                                       | Kris Meeke               | Paul Nagle               | Peugeot 207 S2000              | 3:11:17.3                | +1:21.9                  | 4                        |
| 6.                                       | Freddy Loix              | Frédéric Miclotte        | Peugeot 207 S2000              | 3:11:23.8                | +1:28.4                  | 3                        |
| 7.                                       | Miguel Nunes             | Victor Calado            | Peugeot 207 S2000              | 3:14:53.3                | +4:57.9                  | 2                        |
| 8.                                       | Corrado Fontana          | Carlo Cassina            | Peugeot 207 S2000              | 3:15:46.0                | +5:50.6                  | 1                        |
| Mistrzostwa Europy                       |                          |                          |                                |                          |                          |                          |
| 1.                                       | Giandomenico Basso       | Mitia Dottia             | Fiat Abarth Grande Punto S2000 | 3:09:55.4                |                          | 16                       |
| 2. (8.)                                  | Corrado Fontana          | Carlo Cassina            | Peugeot 207 S2000              | 3:15:46.0                | +5:50.6                  | 12                       |
| 3. (9.)                                  | Michał Sołowow           | Maciej Baran             | Peugeot 207 S2000              | 3:17:25.3                | +7:29.9                  | 8                        |
| Mistrzostwa Portugalii (pierwsza trójka) |                          |                          |                                |                          |                          |                          |
| 1. (2.)                                  | Bruno Magalhães          | Carlos Magalhães         | Peugeot 207 S2000              | 3:09:58.9                |                          |                          |
| 2. (3.)                                  | Alexandre Camacho        | Pedro Calado             | Peugeot 207 S2000              | 3:10:37.1                | +38.2                    |                          |
| 3. (7.)                                  | Miguel Nunes             | Victor Calado            | Peugeot 207 S2000              | 3:14:53.3                | +4:54.4                  |                          |

## Zwycięzcy odcinków specjalnych
| Dzień      | Odcinek | G. rozp. | Nazwa               | Długość | Zwycięzca          | Czas    | Lider rajdu        |
| ---------- | ------- | -------- | ------------------- | ------- | ------------------ | ------- | ------------------ |
| 1 (30 LIP) | SS1     | 19:30    | Avenida do Mar      | 2.19km  | Kris Meeke         | 1:32.9  | Kris Meeke         |
| 2 (31 LIP) | SS2     | 09:01    | Campo de Golf 1     | 15.99km | Giandomenico Basso | 9:57.7  | Giandomenico Basso |
| 2 (31 LIP) | SS3     | 09:39    | Terreiros 1         | 21.69km | Giandomenico Basso | 13:24.9 | Giandomenico Basso |
| 2 (31 LIP) | SS4     | 11:24    | Campo de Golf 2     | 15.99km | Giandomenico Basso | 9:55.2  | Giandomenico Basso |
| 2 (31 LIP) | SS5     | 12:02    | Terreiros 1         | 21.69km | Giandomenico Basso | 13:18.0 | Giandomenico Basso |
| 2 (31 LIP) | SS6     | 13:42    | Serra d'Agua 1      | 13.77km | Giandomenico Basso | 8:31.3  | Giandomenico Basso |
| 2 (31 LIP) | SS7     | 14:18    | Boaventura 1        | 10.78km | Giandomenico Basso | 6:33.8  | Giandomenico Basso |
| 2 (31 LIP) | SS8     | 14:44    | Cidade de Santana 1 | 13.85km | Bruno Magalhães    | 8:52.6  | Giandomenico Basso |
| 2 (31 LIP) | SS9     | 15:19    | Referta 1           | 14.33km | Giandomenico Basso | 9:52.2  | Giandomenico Basso |
| 2 (31 LIP) | SS10    | 17:02    | Serra d'Agua 2      | 13.77km | Giandomenico Basso | 8:24.5  | Giandomenico Basso |
| 2 (31 LIP) | SS11    | 17:38    | Boaventura 2        | 10.78km | Bruno Magalhães    | 6:29.9  | Giandomenico Basso |
| 2 (31 LIP) | SS12    | 18:04    | Cidade de Santana 2 | 13.85km | Kris Meeke         | 8:42.7  | Giandomenico Basso |
| 2 (31 LIP) | SS13    | 18:39    | Referta 2           | 14.33km | Bruno Magalhães    | 9:44.0  | Giandomenico Basso |
| 3 (1 SIE)  | SS14    | 09:10    | Paul 1              | 10.92km | Luca Rossetti      | 7:11.2  | Giandomenico Basso |
| 3 (1 SIE)  | SS15    | 10:00    | Ponta do Pargo 1    | 13.13km | Luca Rossetti      | 7:53.6  | Giandomenico Basso |
| 3 (1 SIE)  | SS16    | 10:47    | Lameiros 1          | 13.77km | Giandomenico Basso | 8:20.6  | Giandomenico Basso |
| 3 (1 SIE)  | SS17    | 11:45    | Chao da Lagoa 1     | 21.93km | Giandomenico Basso | 13:43.2 | Giandomenico Basso |
| 3 (1 SIE)  | SS18    | 13:47    | Paul 2              | 10.92km | Nicolas Vouilloz   | 7:09.5  | Giandomenico Basso |
| 3 (1 SIE)  | SS19    | 14:37    | Ponta do Pargo 2    | 13.13km | Bruno Magalhães    | 7:53.0  | Giandomenico Basso |
| 3 (1 SIE)  | SS20    | 15:24    | Lameiros 2          | 13.77km | Bruno Magalhães    | 8:20.3  | Giandomenico Basso |
| 3 (1 SIE)  | SS21    | 16:22    | Chao da Lagoa 2     | 21.93km | Bruno Magalhães    | 13:38.6 | Giandomenico Basso |